# Ambroise des Escotais
Ambroise des Escotais, seigneur de la Chevalerie, chevalier de l'ordre de Saint Michel, est né vers 1550 à Parigné-le-Pôlin au château de la Chevalerie (au sud du Mans) et mort le 10 juin 1632 au même endroit. Proche du roi Henri IV, il joue un rôle important lors les guerres de religion, notamment lors de la reddition de Paris (1594) dont il est un des acteurs clef.

## Biographie

### Origines et famille
Il est le premier fils d’une ancienne famille noble du Maine (les Escotais). Le premier des Escotais, Thibault, a participé à la troisième croisade en 1191 auprès de Richard Cœur de Lion,, et sa filiation est attestée jusqu'à Guillaume II des Escotais qui vivait en 1280,,. Son père, Adam des Escotais, est seigneur de la Chevalerie et chevalier de l’ordre de Saint Michel. Par sa mère, Renée de Souvré, il descend aussi d'une famille très illustre de Touraine. Son oncle Gilles de Souvré est précepteur de Louis XIII, maréchal de France et chevalier de l’ordre du Saint-Esprit,. Son arrière-grand-père maternel, Antoine de Souvré, était chambellan du roi.
Il se marie le 21 juin 1594 avec Antoinette de la Houdinière, dame de Chantilly.

### Sixième et septième guerres de Religion
Durant la sixième (1574-1577) et la septième (1579-1580) guerres de Religion il jouera un rôle de négociateur pour le roi de France Henri III auprès du parti protestant.
Ses premiers faits dont nous ayons connaissance ont lieu durant la sixième guerre de Religion en 1577. Il est le négociateur principal entre le roi Henri III et le futur Henri IV (alors Henri III de Navarre et chef du parti protestant). Il joue une part active dans la négociation de la paix de Bergerac (14 septembre 1577) qui est concrétisée par la signature de l’édit de Poitiers. Il est notamment mentionné dans la correspondance d’Henri III de Navarre (comme par exemple la missive du 14 avril 1577 d'Henri III de Navarre à son cousin le Maréchal de Dampville).
Lorsque la Navarre éprouve des difficultés à respecter l’édit de Poitiers, Henri III de Navarre se tourne vers Ambroise pour aller faire part au roi (Henri III) de ses tourments. L’évènement est tracé dans la lettre écrite par Henri III de Navarre à Henri III (roi de France). 
Il continue dans ses fonctions de négociateur lors de la septième guerre de Religion, à nouveau auprès d’Henri III de Navarre, et continue son rôle d’intermédiaire à la cour de Navarre jusqu’à la signature du traité de Flaix (26 Novembre 1580). Son implication est relatée dans la correspondance de Catherine de Médicis (mère d’Henri III) et du futur Henri IV.

### Huitième guerre de Religion
Lors de la huitième et dernière guerre de Religion (1585-1598), il passe d’un rôle de diplomate à celui d’homme de guerre du côté catholique. Il commande notamment au siège de Chorges en 1586 où il est à la tête d’un régiment de 3.000 lansquenets (infanterie légère armée de longues piques) répartis en 10 enseignes de 300 hommes.
Toujours pendant la huitième guerre de Religion, Ambroise joue un rôle déterminant dans la prise de Paris par Henri IV.
Il est envoyé par son suzerain, Charles de Lorraine duc du Maine, à Paris pour y porter ses instructions. Une fois sur place, il prend le commandement de l’artillerie et de l’arsenal de la ville.
Il participe aux tractations secrètes entre Henri IV, dont il était proche, et Charles de Caussé, gouverneur de Paris. Il est à la manœuvre dans la nuit du 21 mars 1594 pour le repli des forces de la ville qui permit le 22 mars 1594 au matin à Henri IV de rentrer triomphalement dans la ville,,. Il est immortalisé dans un tableau de Charles-Jacques Lebel, peintre élève de David, intitulé: «Les principaux défenseurs de Paris délibèrent s’ils rendront la ville à Henri IV» et peint en 1827,.

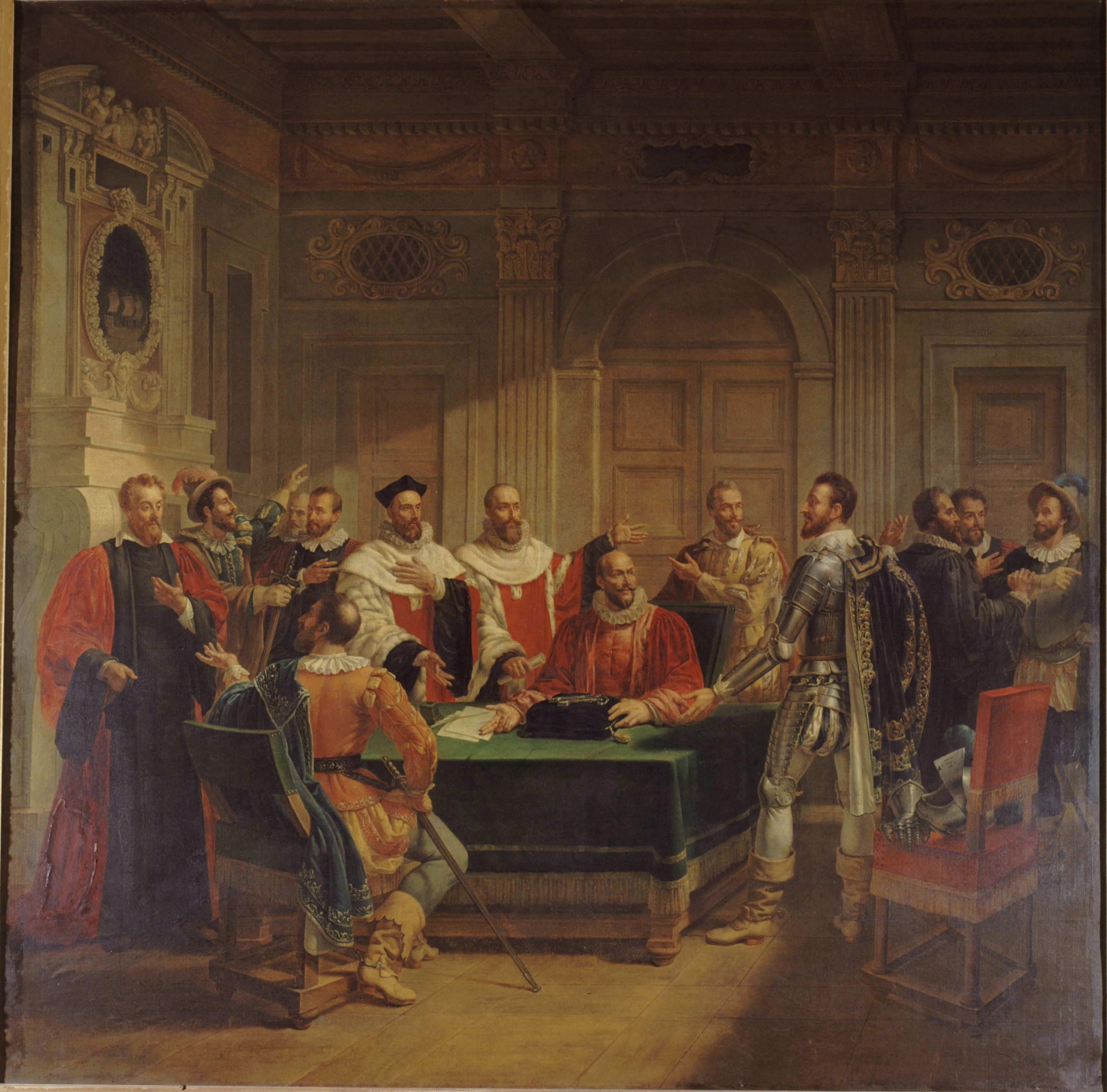
Les principaux défenseurs de Paris délibèrent pour savoir s'ils rendront la ville à Henri IV par Charles-Jacques Lebel

À noter que pendant ce temps son cousin Jean IV des Escotais combat jusqu’au bout du côté de la Ligue catholique jusqu’à être fait prisonnier lors de la prise de la ville de Laval par les troupes royales le 27 avril 1594.

### Après les guerres
Quelques mois après son implication dans la reddition de Paris, il épouse le 21 juin 1594 la très riche damoiselle Antoinette de la Houdinière. Elle est la fille unique d’Antoine de la Houdinière, seigneur de Chantilly et de Bueil et de dame Renée de Marsay.
De ce mariage naissent 6 enfants dont 4 fils. Leur fils ainé Louis mourant sans postérité, c’est leur deuxième fils nommé Ambroise comme son père qui reprendra les fiefs et titres de la famille. Ses deux autres frères rentreront dans l’ordre de Malte.
Au décès d’Antoine de la Houdinière (père d’Antoinette, la femme d’Ambroise), probablement vers 1610, la famille hérite du château de Chantilly et s’y installe. 
En raison de sa proximité avec le roi (en tant que négociateur puis homme de guerre à ses côtés) et pour ses services rendus, il est nommé chevalier de l’ordre de Saint-Michel, ordre de chevalerie créé par Louis XI en 1469. Il est aussi nommé au même moment gentilhomme ordinaire de la chambre du roi.

Collier de l'ordre de Saint-Michel

En 1624, son fils ainé Ambroise II, épouse Anne de Broc. Elle est la fille de Françoise de Montmorency-Fosseux, maitresse d'Henri IV de 1579 à 1581 quand il était encore roi de Navarre. Grâce à l'influence de son beau-père Ambroise et de sa mère, Anne obtiendra après son mariage la position très enviée de demoiselle de compagnie de la reine Anne d’Autriche (femme de Louis XIII et mère de Louis XIV).
Ambroise meurt le 10 juin 1632 vers l’âge de 80 ans au château de la Chevalerie .

### Fonds d'archive
- Fonds : BMS Parigné-le-Pôlin (1594-1673).  Cote : 1MI 1244 R1. Archives départementales de la Sarthe (présentation en ligne).

- Fonds : Chérin.  Cote : Français 31635 (Chérin 73). Bibliothèque Nationale de France (lire en ligne).
- Fonds : Carrés d'Hozier.  Cote : Français 30466 (Carrés d'Hozier 237). Bibliothèque Nationale de France (lire en ligne).
- Fonds : Nouveau d'Hozier.  Cote : Français 31349 (Nouveau d'Hozier 124). Bibliothèque Nationale de France (lire en ligne).
- Fonds : Cabinet d'Hozier.  Cote : Français 31008 (Cabinet d'Hozier 127). Bibliothèque Nationale de France (lire en ligne).
- Fonds : Cabinet des titres.  Cote : Français 32403. Bibliothèque Nationale de France (présentation en ligne).
- Fonds : Registres des délibérations du bureau de la ville de Paris.  Cote : Acte CCC, f 240. Archives de Paris.

### Ouvrages
- Alphonse Angot, Dictionnaire historique, topographique et biographique de la Mayenne, tome 2,  1900-1910, Lire en ligne
- Nicolas Viton de Saint-Allais, Nobiliaire universel de France, tome 4, Paris, Bachelin-Deflorenne, 1873, Lire en ligne
- Hector de La Ferrière, Lettres de Catherine de Médicis, tome 7, Paris, Lire en ligne
- Jules  Berger de Xivrey, Recueil des lettres missives de Henri IV, tome 1, Paris, 1843-1858, Lire en ligne
- Ambroise Ledru, Histoire de la Maison de Broc, Mamers, 1898
- Société archéologique de Touraine, Bulletin de la Société archéologique de Touraine, tome XLI, Tours, 1985,Lire en ligne